# Limbo (Tanz)

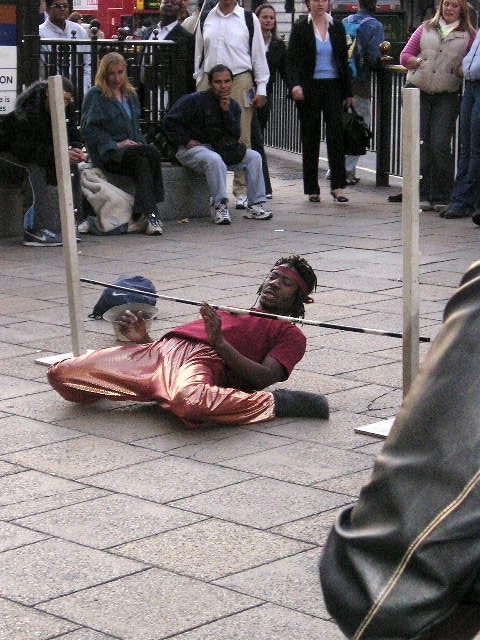
Limbotänzer in London

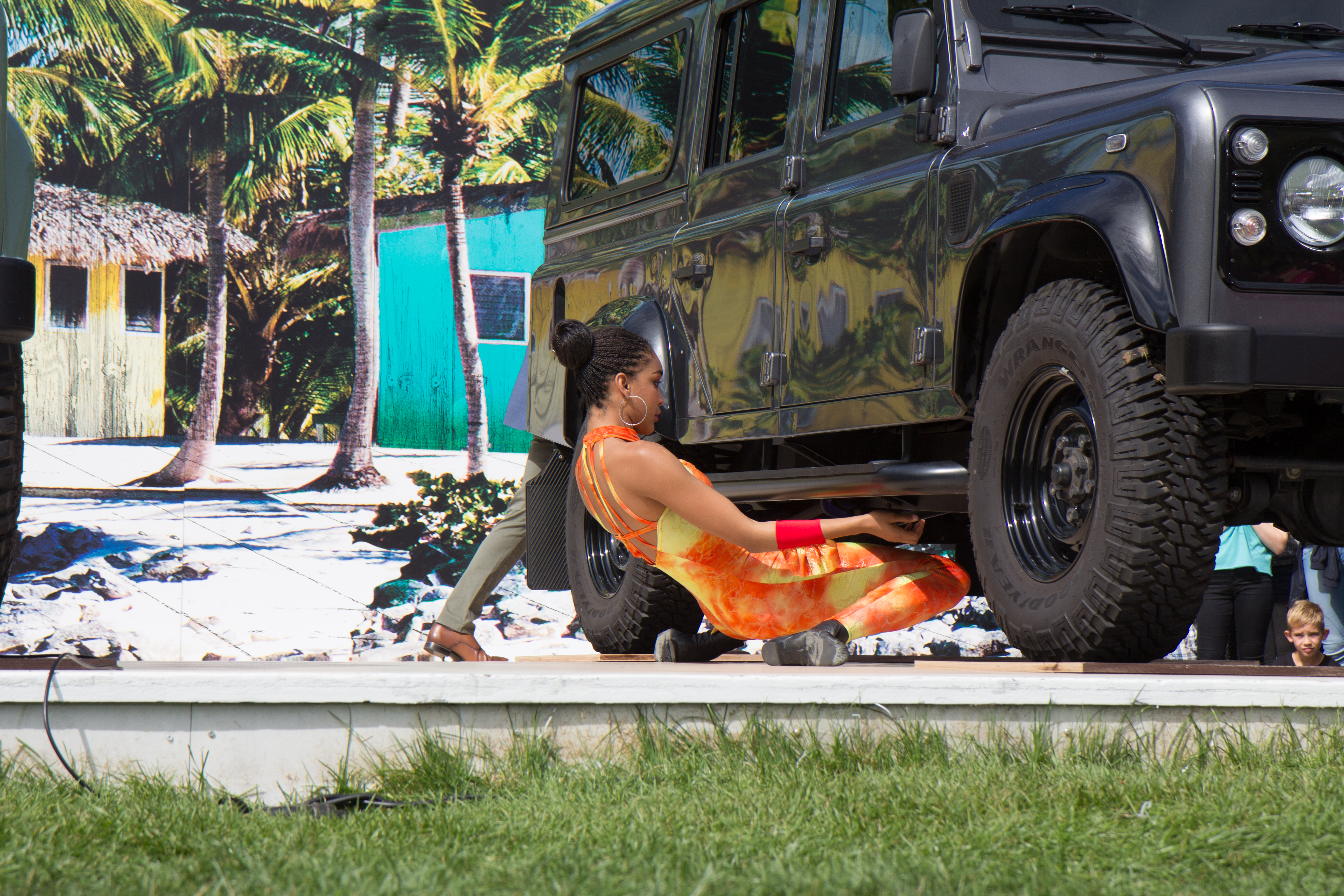
Rekordhalterin Shemika Charles im ZDF-Fernsehgarten, wo sie einen Limbo-Dance unter drei Geländewagen vorführte (2018)

Der Limbo ist ein karibischer Tanz, bei dem man sich mit nach hinten gebeugtem Rücken unter einer niedrig liegenden, waagrechten Stange hindurchbewegen muss, ohne diese zu berühren. Er hat seinen Ursprung auf der westindischen Insel Trinidad und wurde traditionell eine Woche nach einem Begräbnis getanzt. Heute ist er als Spaß- und Partytanz weltweit verbreitet.

## Etymologie
Der Name des Tanzes geht vermutlich auf das trinidadische Englisch zurück, in dem limbo für das englische Wort limber (biegsam, geschmeidig) steht.

## Geschichte
Historisch  könnte der Limbo in der Erinnerung an die Überfahrt in den sehr flachen Laderäumen der Sklavenschiffe wurzeln. Zu seiner heutigen Form gelangte der Tanz während des Zweiten Weltkriegs als Touristenattraktion für im Rahmen des Zerstörer-für-Stützpunkte-Abkommens auf Trinidad stationierte US-Soldaten. Spätestens seit den 1980er-Jahren war der Limbo auf Trinidad praktisch verschwunden. In der Gegenwart ist er vor allem als typisches und wenig ernsthaftes Party-Spiel von Animateuren zur Belustigung von Pauschaltouristen bekannt. 

## Technik
Um die Schwierigkeit des Spiels zu erhöhen, wird die Stange nach und nach immer tiefer angebracht oder gehalten. Die Knie und die Schultern sollen den Boden nicht berühren. In diesem Sinne äußerte sich auch der deutsch-kubanische Choreograf Jorge Gonzalez, nachdem in einer Fernsehsendung entsprechende Regelfragen aufgeworfen wurden, jedoch einschränkend insoweit, dass die Weltrekorde mit Knien auf dem Boden erzielt worden seien. 
Das Guinness-Buch der Rekorde schrieb den Weltrekord mit 16,5 cm seit 1987 Marlene Simons zu. Seit 2010 verzeichnet es Shemika Charles mit 21,5 cm (8,5 Zoll) als die Tänzerin mit dem niedrigsten Limbo.